# Wolfgang Timpel
Wolfgang Timpel (* 8. Februar 1935 in Weimar; † 3. Juni 2024) war ein deutscher Prähistoriker.

## Leben und Werk
Wolfgang Timpel war in der archäologischen Bodendenkmalpflege in Thüringen tätig. Er war von 1963 bis 2000 in der Abteilung Bodendenkmalpflege als Gebietsreferent sowie als Abteilungsleiter für die Belange der archäologischen Denkmalpflege in Thüringen zuständig. Im Jahr 2000 trat er in den Ruhestand.
Seine Publikationen weisen ihn mit den Schwerpunkten ur- und frühgeschichtliche bzw. mittelalterliche Archäologie in Thüringen aus. Timpel leitete zahlreiche archäologische Grabungen wie u. a. im Bereich des Erfurter Doms. Auch wurden unter seiner Leitung Sicherungsmaßnahmen wie am Steinkreuz Wallendorf (Weimar) durchgeführt. In diesem Fall war allerdings kein dauerhafter Erfolg beschieden.
Sein Wirken wurde anlässlich seines 70. und 80. Geburtstags mit jeweils einem Aufsatz gewürdigt.

## Schriften (Auswahl)
- mit Paul Grimm: Die ur- und frühgeschichtlichen Befestigungen des Kreises Mühlhausen (= Eichsfelder Heimathefte. Sonderausgabe). Mühlhausen 1972 (Digitalisat).
- Ergebnisse archäologischer Untersuchungen auf der Hasenburg bei Haynrode, Kr. Worbis. In: Symbolae praehistoricae. Festschrift zum 60. Geburtstag von Friedrich Schlette. Akademie-Verlag, Berlin 1975, S. 227–245.
- Gommerstedt, ein hochmittelalterlicher Herrensitz in Thüringen (= Weimarer Monographien zur Ur- und Frühgeschichte Band 5). Museum für Ur- und Frühgeschichte Thüringens, Weimar 1982.
- mit Harald Reuße: Archäologische Untersuchungen auf der Wüstung Hugenworbis bei Breitenworbis. In: Pädagog. Kreiskabinett Worbis (Hrsg.): Eichsfelder Heimathefte. Heft 3. Worbis 1986, S. 197–202.
- Die mittelalterliche Keramik der Kyffhäuserburgen. In: Paul Grimm: Tilleda. Eine Königspfalz am Kyffhäuser. Band 2: Die Vorburg und Zusammenfassung (= Schriften zur Ur- und Frühgeschichte. Band 40). Akademie-Verlag, Berlin 1990, ISBN 3-05-000400-2, S. 249 f.
- Die früh- und hochmittelalterliche Keramik im westlichen Thüringen (8.–12. Jh.) (= Weimarer Monographien zur Ur- und Frühgeschichte Band 33). Theiss, Stuttgart 1995, ISBN 3-8062-1190- 6.
- Thüringer. Ein bedeutendes Volk und Reich in Mitteleuropa. Hauswerk und Handwerk. In: Sigrid Dušek (Hrsg.): Ur- und Frühgeschichte Thüringens. Stuttgart 1999, ISBN 978-3-8062-1504-5, S. 143–166.
- mit Roland Altwein: Der Stiftsberg in Heiligenstadt – Königshof und Stützpunkt des Mainzer Erzbischofs im Eichsfeld. In: Alt-Thüringen Band 43, 2014, S. 89–101 (Digitalisat).
- mit Ines Spazier: Corpus archäologischer Quellen des 7.–12. Jahrhunderts in Thüringen. Langenweißbach 2015.